# Адельфер (герцог Амальфійський)
Адельфер, герцог Амальфійський (984—986) — син герцога Сергія II та брат герцога Мансо II.
На короткий період часу узурпував владу в Амальфі, тоді як його брат Мансо правив у Салерно. У 986 Мансо повернувся до Амальфі, змусивши Адельфера утекти разом з дружиною Дрозою до Неаполя.